# Riccardia baumannii
Riccardia baumannii là một loài rêu trong họ Aneuraceae. Loài này được Hürl. mô tả khoa học đầu tiên năm 1976.